# Neoepiscardia cheligera
Neoepiscardia cheligera är en fjärilsart som beskrevs av László Anthony Gozmány. Neoepiscardia cheligera ingår i släktet Neoepiscardia och familjen äkta malar. Inga underarter finns listade i Catalogue of Life.